# Universeel bewustzijn
Het universeel bewustzijn, ook wel universele geest of kosmisch bewustzijn genoemd, is een metafysisch concept dat suggereert dat we allemaal met elkaar verbonden zijn voorbij onze fysieke grenzen. We zouden een bron van wijsheid delen die ons verenigt en ons inzichten biedt die verder reiken dan ons bewuste weten.
Het concept suggereert dat er een onderliggende essentie is van alle wezens en veranderingen in het universum. De kosmos zou onderling verbonden zijn, waarin elk wezen, van het kleinste deeltje tot het grootste sterrenstelsel, deel uitmaakt van een groter bewust geheel.

## Griekse filosofie
Het concept van de universele geest werd gepresenteerd door Anaxagoras, een presocratische filosoof. Hij stelde dat de groei van levende wezens afhankelijk is van de kracht van de geest binnen de organismen, die hen in staat stelt om voeding te halen uit omringende stoffen. Voor dit concept van de geest werd Anaxagoras geprezen door Aristoteles. Zowel Plato als Aristoteles maakten echter bezwaar tegen zijn opvatting van de geest, omdat deze geen ethische handeling omvatte, dat wil zeggen, handelen in het "beste belang" van het universum.
Voor Plato en Aristoteles was het niet voldoende dat de geest alleen functioneerde als een organiserende kracht; ze geloofden dat een echt begrip van de geest ook moest inhouden dat deze handelde met een ethisch doel. Zonder deze ethische dimensie vonden zij Anaxagoras' idee van de geest incompleet.

## Hindoeïstische filosofie
In de Vedanta-filosofie is het bewustzijn of de gewaarwording op individueel niveau (atman) identiek aan het universele bewustzijn (ishvara). Het enige verschil is dat het individuele bewustzijn (atman) het lichaam en de geest omvat, maar er onaangetast door blijft. Net zoals klei het hele potwerk doordringt. Welke nieuwe vorm de pot ook aanneemt, de essentiële klei blijft in alle vormen van verleden, heden en toekomst dezelfde. Lichaam en geest zijn zo mithyā, afhankelijke realiteiten, omdat ze afhankelijk zijn van bewustzijn voor hun bestaan. Ze zijn afhankelijk van het oneindige bestaande bewustzijn (sat-chit-ananda of Brahman).
De Upanishad spreekt overigens respectievelijk over de waaktoestand, de droomtoestand en de diepe slaaptoestand, maar voegt er nog een belangrijke toestand aan toe die we in moderne terminologie superbewust kunnen noemen, waarin een individu één wordt met het universele.

## Boeddhistische filosofie
Schrijver John Blofeld schreef, onder pseudoniem Chu Ch'an, in zijn werk The Huang Po Doctrine of Universal Mind: "De universele geest is daarom iets waaraan niets kan worden toegekend. Omdat het absoluut is, staat hij boven alle attributen. Als het bijvoorbeeld zou worden beschreven als oneindig, zou dat uitsluiten wat eindig is, maar het hele argument van het boek is dat de universele geest de enige werkelijkheid is en dat alles wat we waarnemen door onze zintuigen, niets anders is dan deze geest. Zelfs denken in termen van bestaan of niet-bestaan is een volledig verkeerd begrip."

## Moderne filosofie
Philip Goff, filosoof en hoogleraar aan de Universiteit van Durham, betoogt in zijn artikel Universal Consciousness as the Ground of Logic dat mystici in veel culturen door de geschiedenis heen beweren ervaringen te hebben waarin het voor de mysticus die de ervaring ondergaat duidelijk is dat er een soort non-duaal universeel bewustzijn is dat ten grondslag ligt aan de gehele werkelijkheid.
Volgens filosoof en computertechnoloog Bernardo Kastrup zou de relatie tussen onze psyche en de rest van het bewustzijn gelijkenissen vertonen met die van patiënten met een dissociatieve identiteitsstoornis. In 2015 was er een Duitse vrouw met een dissociatieve identiteitsstoornis die haar zicht verloor na een ongeval, maar dit tijdens therapie tijdelijk terugkreeg in bepaalde persoonlijkheden. Artsen ontdekten dat haar visuele cortex reageerde op prikkels in haar 'ziende' persoonlijkheden, wat suggereerde dat haar blindheid psychologisch van aard was in plaats van fysiek. Als zo'n dissociatieve identiteitsstoornis zou kunnen optreden op kosmisch niveau, dan zouden mensen misschien allemaal 'alters' van één universeel bewustzijn zijn, volgens Kastrup. Elk individu zou dan een andere kijk op de wereld en unieke lichamelijke eigenschappen hebben, voortkomend uit hetzelfde onderliggende bewustzijn.
Ernest Holmes, oprichter van de Science of Mind-beweging, stelde: "De universele geest bevat alle kennis. Het is het potentiële ultieme van alles. Voor de universele geest zijn alle dingen mogelijk."
New thought-auteur Charles Haanel vertelde over de universele geest en de relatie tot de mens: "De universele geest heeft onbeperkte middelen tot zijn beschikking, en als we ons herinneren dat het ook alomtegenwoordig is, kunnen we niet anders dan concluderen dat wij een manifestatie van die geest moeten zijn."